# Монте Морис
Монте Роберт Морис (енгл. Monté Robert Morris; Гранд Рапидс, Мичиген, 27. јун 1995) америчко-нигеријски је кошаркаш. Игра на позицији плејмејкера, а тренутно наступа за Финикс сансе.
На НБА драфту 2017. одабрали су га Денвер нагетси као 51. пика у другој рунди.